# Moustafa Maher
Moustafa Maher (arabisch مصطفى ماهر, DMG Muṣṭafā Māhir, * 12. Juni 1936 in Kairo, Ägypten; † 7. April 2021) war ein ägyptischer Germanist, Übersetzer und Hochschullehrer.

## Leben
Maher besuchte in Kairo die Schule, wo er Englisch und Französisch lernte.
Bereits als Kind begann er den Koran teilweise auswendig zu lernen. Er interessierte sich schon früh für die klassische arabische Literatur.
Von 1952 bis 1956 studierte er Romanistik, Arabistik, Philosophie, Geschichte, Psychologie und Pädagogik an der École Normale Supérieure, Kairo, und reiste auch nach Frankreich. Nach Abschluss seines Studiums arbeitete er als Studienrat an einer Oberschule in Kairo.
Im Jahr 1955 begann er, an der Sprachenhochschule Madrasat Al-Alsun in Kairo die deutsche Sprache zu erlernen. Ab 1958 absolvierte Maher in München am Goethe-Institut und an der Ludwig-Maximilians-Universität München eine Ausbildung zum Deutschlehrer. Er schloss diese Ausbildung mit dem Diplom ab und setzte sein Studium in Köln fort. Dort studierte er Germanistik und Romanistik sowie Sprachen und Kulturen der islamischen Welt. 1962 promovierte er an der Universität zu Köln mit der Arbeit Das Motiv der orientalischen Landschaft in der deutschen Dichtung von Klopstocks Messias bis zu Goethes Divan.
Maher kehrte 1962 nach Kairo zurück und baute dort an der Sprachenhochschule Al-Alsun eine germanistische Fakultät auf. Diese leitete er als Professor von 1965 bis 1987. 1977 führte er die Übersetzungswissenschaft als Teildisziplin des germanistischen Studiengangs ein.

## Übersetzungen
Angeregt durch Taha Husain, bei dem er Vorträge hörte, begann Maher seine Übersetzungstätigkeit. Rückblickend berichtet Maher, dass er begann

„nicht nur die Fremdsprachen als wichtiges Kommunikationsvehikel zwischen den Kulturen zu lehren, sondern auch dem arabischen Leser die geistigen Güter anderer Länder durch Übersetzungen, Zusammenfassungen und Besprechungen zu vermitteln“

Schon mit 17 Jahren hatte Maher eine arabische Übersetzung der Kurzgeschichte Le secret de maître Cornille von Alphonse Daudet veröffentlicht. Nach dem Aufenthalt in Frankreich während seines Studiums übersetzte Maher weitere französische Werke ins Arabische, darunter die Iphigénie von Jean Racine.
Seit 1961 übersetzte Maher zahlreiche Werke aus dem Deutschen ins Arabische. Zu diesen Übersetzungen gehören Heinrich von Kleists Drama Prinz Friedrich von Homburg oder die Schlacht bei Fehrbellin, das Hildebrandslied, Werke von Hartmann von Aue, Dramen von Gotthold Ephraim Lessing, Goethe, Kleist, Friedrich Dürrenmatt, Max Frisch, sowie Romane von Hermann Hesse, Franz Kafka, Peter Handke, Martin Walser, Heinrich Böll, Siegfried Lenz, Günter Grass, Elfriede Jelinek und Gedichte von Friedrich Schiller, Karl Krolow, David Elias Heidenreich. Außerdem übersetzte er Reisebeschreibungen von Carsten Niebuhr und kultur- und literaturwissenschaftliche Texte und Anthologien mit deutscher Epik des Mittelalters sowie österreichische Prosa und Lyrik der Gegenwart. Maher ergänzte seine Übersetzungen mit ausführlichen Erläuterungen in Einleitungen und Nachworten.
Parallel zu diesen Übersetzungen begann Maher 1969, auch arabische Werke ins Deutsche zu übersetzen. Als Auftragsarbeit für das ägyptische Kulturministerium fertigte er eine Übersetzung von Das tausendjährige Kairo. 969–1969, einem Sachbuch über Geschichte, Geografie, Archäologie und Kunst der Stadt. Außerdem übersetzte er Erzählungen und Kurzgeschichten der ägyptischen Autoren Ihsan Abdel Kudus, Yussef As-Sebai, Yusuf Idris, Tharwat Abaza, Saleh Gawdat, Mustafa Mahmud und Abd ar-Rahman Scharkawi. Auch diese Übersetzungen ergänzte er mit Erläuterungen zur Sprache, zu Sitten und Gebräuchen und mit Informationen über die übersetzten Autoren.
Maher übersetzte weiterhin Dramen von Taufiq al-Hakim (1898–1987), Tharwat Abaza und Noman Aschur und den zweiten und dritten Band der Autobiografie von Taha Husain. Zusammen mit dem Salzburger Germanisten Ulrich Müller übersetzte Maher das bisher nur mündlich überlieferte Epos von den Banu Hilal. Im Auftrag des Obersten Rats für islamische Angelegenheiten übersetzte Maher Ende des 20. Jahrhunderts außerdem den Koran ins Deutsche.

Im arabischen Nachruf der Deutschen Welle vom 7. April 2021 heißt es in deutscher Übersetzung:
"Sowohl als Lehrender als auch als Vermittler von deutscher Literatur prägte Prof. Mustafa Maher die Rezeption der deutschen Literatur in der arabischen Welt besonders stark. Er übersetzte unter anderem Werke von Franz Kafka, Hermann Hesse, Max Frisch, Elfriede Jelinek und Peter Handke ins Arabische und zwar zu einer Zeit, in der Übersetzungen aus dem Deutschen selten waren. Die deutsche Literatur wurde früher in erster Linie durch Übersetzungen aus Mittlersprachen rezipiert. Mahers Übersetzungen waren zwar nicht unproblematisch, doch das hindert heute nicht, Mahers Verdienste als literarischer Übersetzer zu würdigen. Ohne die von ihm angefertigten Übersetzungen wären die deutsch-arabischen Literaturkontakte bedeutend ärmer".

## Forschungsinteressen und Einstellung zur Freiheit des Übersetzers
Maher war Literaturwissenschaftler und Kulturphilosoph. Er wollte Verständnis vermitteln zwischen der deutschsprachigen und der arabischsprachigen Kultur. Dazu übersetzte er sowohl Texte aus dem Deutschen ins Arabische als auch umgekehrt. Er gehörte zu den Begründern der ägyptischen Germanistik.
Speziell versuchte Maher, durch seine Übersetzungen problematische Textstellen, die für die jeweils andere Kultur missverständlich oder anstößig sein könnten, abzumildern, auch wenn die Übersetzung dadurch nicht exakt und textgetreu wurde.
Als Beispiel hier die Sure 2:54 :
Arabisch:

«وَإِذْ قَالَ مُوسَىٰ لِقَوْمِهِۦ يَـٰقَوْمِ إِنَّكُمْ ظَلَمْتُمْ أَنفُسَكُم بِٱتِّخَاذِكُمُ ٱلْعِجْلَ فَتُوبُوٓاْ إِلَىٰ بَارِئِكُمْ فَٱقْتُلُوٓاْ أَنفُسَكُمْ ذَٲلِكُمْ خَيْرٌ لَّكُمْ عِندَ بَارِئِكُمْ فَتَابَ عَلَيْكُمْ‌ۚ إِنَّهُۥ هُوَ ٱلتَّوَّابُ ٱلرَّحِيمُ»

Übersetzung nach Maher:

„Gedenkt wie Moses einst zu seinen Leuten sagte: Ihr habt euch an euch selbst vergangen, als ihr das Kalb vergöttertet. Bittet Gott um Vergebung und erlegt euch eine schwere, fast todbringende Buße auf!“

Übersetzung nach Max Henning:

„O mein Volk, ihr habt euch dadurch versündigt, dass ihr euch das Kalb nahmt: Kehret um zu eurem Schöpfer und schlagt (die Schuldigen unter) euch tot.“

Ebenso milderte er in der Übersetzung von Elfriede Jelineks Die Liebhaberinnen vulgäre Worte ab, weil sonst die arabischen Leser

„denken, diese Schriftstellerin sei eine schamlose Hure und Zuhälterin!“

Sein Bemühen darum, eine Brücke zwischen den verschiedenen Kulturen und Religionen zu schlagen, zeigte sich unter anderem darin, dass er in seiner Koranübersetzung Allah mit Gott übersetzte. Er wollte damit ausdrücken, dass Juden, Christen und Muslime an denselben Gott glauben.

## Eigene Werke und Übersetzungen aus dem Arabischen
- Sinngemäße deutsche Übersetzung des HEILIGEN KORAN. Arabisch-deutsch, Einleitung Prof. Dr. Mahmoud Hamdi Zakzouk, Minister für Awqâf, Arabische Republik Ägypten, Ministerium für Awqaf, 2007, ISBN 978-977-205-153-3.
- Die arabische Welt in Heines Werk und Heines Werk in der arabischen Welt, 1999, Springer-Verlag, ISBN 978-3-476-01710-9.
- Tāhā Husain: Weltbürger zwischen Kairo und Paris: Erzählung. (Al-Ayyam III), Berlin: Verlag Edition Orient 1989, ISBN 978-3-922825-38-8.
- Tāhā Husain: Jugendjahre in Kairo: Erzählung. (Al-Ayyam II). Berlin: Verlag Edition Orient 1986, ISBN 978-3-922825-26-5.
- Das Motiv der orientalischen Landschaft in der deutschen Dichtung von Klopstocks "Messias" bis zu Goethes "Divan", 1979, Akademischer Verlag Stuttgart, ISBN 978-3-88099-065-4.
- Taufīq al-Ḥakīm: Der Baum (Ya tali asch-schagra). gesendet vom Südwestfunk im März 1976
- Moderne Erzähler der Welt – Ägypten, zusammen mit Hermann Ziock, Tübingen, Basel: Erdmann 1974
- Abu Bakr, ʿAbd al-Munʾim: Das tausendjährige Kairo: 969–1969. Kairo: Kulturministerium 1969.